# Tiszadorogma, Borsod-Abaúj-Zemplén
Tiszadorogma este un sat în districtul Mezőcsát, județul Borsod-Abaúj-Zemplén, Ungaria, având o populație de 399 de locuitori (2011). 

## Demografie
Componența etnică a satului Tiszadorogma
     Maghiari (100%)
Componența confesională a satului Tiszadorogma
     Reformați (65,91%)
     Romano-catolici (11,78%)
     Fără religie (2,51%)
     Greco-catolici (1,25%)
     Atei (1,25%)
     Necunoscută (17,29%)
Conform recensământului din 2011, satul Tiszadorogma avea 399 de locuitori. Din punct de vedere etnic, majoritatea locuitorilor (100,0%) erau maghiari.  Din punct de vedere confesional, majoritatea locuitorilor (65,91%) erau reformați, existând și minorități de romano-catolici (11,78%), persoane fără religie (2,51%), atei (1,25%) și greco-catolici (1,25%). Pentru 17,29% din locuitori nu este cunoscută apartenența confesională.